# Iasxikove
Iasxikove (en ucraïnès Ящикове, en rus Ящиково, Iasxikovo) és una vila de l'óblast de Luhansk a Ucraïna. Fins al 2020 formava part del districte de Perevalsk, però després passà a formar part del districte d'Altxevsk. Tanmateix, segons el sistema administratiu rus, que controla la regió, Iasxikovo continua pertanyent al districte de Perevalsk. El 2022 tenia 1.760 habitants.
La vila està ocupada per Rússia des de la Guerra al Donbàs, i és administrada per la República Popular de Luhansk.

## Geografia
Iasxikove es troba a la riba del riu Bila, a 7 km al sud-oest de Perevalsk i a 43 km a l'oest de Luhansk.

## Història
La vila fou mencionada per primer cop per escrit el 1724, però Iasxikove no fou fundada fins al 1775. La seva fundació es deu al capità del regiment d'hússars de Bakhmut Pàvel Miokóvitx. El poble era part del districte de Slovianosserbsk de la gubèrnia de Iekaterinoslav, dins de l'Imperi Rus.
Durant el Holodomor (1932-1933), el nombre de víctimes a Iasxikove fou de 35 persones. Yashchikove tiene el estatus de asentamiento de tipo urbano desde 1938.
Durant la Segona Guerra Mundial, Iasxikove estigué sota ocupació alemanya. El 1978 funcionava una fàbrica de roba esportiva i hi havia extraccions de carbó a la zona.
L'abril del 2014, durant la Guerra al Donbàs, les forces pro-russes prengueren el control de Iasxikove i des d'aleshores la vila està controlada per la República Popular de Luhansk.